# Gare de Pérols
La gare de Pérols est une gare ferroviaire française de la ligne du Palais à Eygurande - Merlines, située sur le territoire de la commune de Pérols-sur-Vézère dans le département de la Corrèze en région Nouvelle-Aquitaine.
C'est une halte voyageurs de la SNCF desservie par des trains TER Nouvelle-Aquitaine.

## Situation ferroviaire
Établie à 759 mètres d'altitude, la gare est située au point kilométrique (PK) 463,734 de la ligne du Palais à Eygurande - Merlines, entre la gare de Bugeat et celle fermée de Barsanges.

## Fréquentation
Selon les estimations de la SNCF, la fréquentation annuelle de la gare figure dans le tableau ci-dessous.
| Année               | 2015 | 2016 | 2017 | 2018 | 2019 | 2020 | 2021 | 2022 | 2023 |
| ------------------- | ---- | ---- | ---- | ---- | ---- | ---- | ---- | ---- | ---- |
| Nombre de voyageurs | 221  | 104  | 170  | 195  | 171  | 322  | 482  | 598  | 466  |

## Service des voyageurs

### Accueil
C'est une halte SNCF, point d'arrêt non géré (PANG), à accès libre au quai de la voie unique. Le bâtiment voyageurs est encore en place, mais il s'agit désormais d'une habitation privée.

### Desserte
Pérols est desservie par les trains TER Nouvelle-Aquitaine de la relation Limoges-Bénédictins - Ussel (ligne L26). À Ussel une corresspondance en autocars permet de rejoindre la gare de Clermont-Ferrand.
Depuis décembre 2022, l'arrêt à la gare de Pérols se fait sur demande.

### Intermodalité
Un parking pour les véhicules y est aménagé.